# Go On Girl
Go On Girl è un singolo del cantante statunitense Ne-Yo, il quarto estratto dall'album Because of You e pubblicato il 4 dicembre 2007.

## Video musicale
Il videoclip è stato diretto da Hype Williams ed è completamente in bianco e nero, e mostra il cantante cantare in uno sfondo bianco, vestito in modo diverso in molte occasioni, e scene varie dove vengono mostrate diverse modelle.

## Tracce
CD singolo (Stati Uniti)
1. Go On Girl (Radio Version)
2. Go On Girl (Instrumental)

## Classifiche
| Classifica (2008)         | Posizione massima |
| ------------------------- | ----------------- |
| Regno Unito               | 27                |
| Stati Uniti               | 96                |
| Stati Uniti (R&B/hip-hop) | 27                |